# Proyecto Erekto
Proyecto Erekto fue una banda de techno que estaba integrada por Gustavo Cerati en guitarra y voz principal, Zeta Bosio en el bajo y Andrés Calamaro en teclados y coros.

## Historia
Ensayaban en el garaje de Bosio, mezclando melodías tecno con influencias de rock.
Ese mismo año Andrés Calamaro se convertiría en tecladista de Los Abuelos de la Nada y Gustavo Cerati y Zeta formaron Soda Stereo, junto al baterista Charly Alberti.